# Nicholas Bonsor
Nicholas Cosmo Bonsor, né le 9 décembre 1942 et mort le 21 mars 2023, est un homme politique conservateur britannique.

## Biographie
Bonsor fait ses études au Collège d'Eton et au Keble College d'Oxford.
Après s'être présenté sans succès à Newcastle-under-Lyme aux Élections générales britanniques de février 1974 et d'octobre 1974, il est député de Nantwich de 1979 à 1983, puis d'Upminster de 1983 jusqu'à ce qu'il perde le siège au profit de Keith Darvill du Labour en 1997. Il est ministre d'État aux Affaires étrangères de 1995 à 1997 et exerce la profession d'avocat à Londres.
En 1994, juste avant de devenir ministre, Bonsor avait défié le sortant Sir Marcus Fox pour la présidence de l'influent comité 1922, et avait perdu de peu par 129 voix contre 116. Bonsor, un eurosceptique, s'est auparavant rebellé contre le gouvernement en votant à plusieurs reprises contre la ratification du traité de Maastricht lors de la session parlementaire de 1992-93. Il a soutenu lors d'une réunion publique, l'eurodéputé Nigel Farage lors de sa campagne électorale de 2010 pour la circonscription de Buckingham, contre le président de la Chambre (candidat à la réélection), John Bercow.
Il vit à Liscombe Park près de Soulbury dans le Buckinghamshire et est lieutenant adjoint du Buckinghamshire.
Il est vice-président du Conseil permanent du Baronetage.
Il est le fils aîné de Bryan Bonsor (1916–1977) et de son épouse Elizabeth Hambro (1920–1995). En 1969, il épouse l'hon. Nadine Marisa Lampson, fille de Graham Curtis Lampson, 2e baron Killearn. Ils ont cinq enfants, dont un fils aîné et héritier Alexander Cosmo Walrond Bonsor (né en 1976) et des filles jumelles.